# Sint-Elisabethsvloed (1404)
De Sint-Elisabethsvloed van 1404 was een watersnood die plaatsvond op of rond 19 november 1404, de naamdag van Sint-Elisabeth. Deze ramp wordt ook wel de Eerste Sint-Elisabethsvloed genoemd. Er waren ook enkele dijkdoorbraken in Zuid- en Noord-Holland en in het Engelse Kent. De overstromingen vonden vooral plaats in Vlaanderen en Zeeland. De stad IJzendijke werd door de vloed verwoest en de plaats Biervliet raakte door de overstromingen geïsoleerd. Het landverlies in Zeeuws-Vlaanderen en West-Vlaanderen bedroeg circa 3000 ha.
Ook in hetzelfde jaar [1404] was er in de maand november op de dag zelf van Sint-Elisabeth [19 november] zo'n grote overstroming van de zee, dat wallen en dijken tegenover de vloed van de zee geplaatst, op vele plaatsen zijn gebroken, waardoor de zee zich in de lengte en in de breedte over het land verspreidde in het maritieme deel van Vlaanderen en andere gebieden. Huizen werden meegesleurd en dieren en mensen [in deze volgorde] verdronken onverwacht en onverhoopt. [Het was] zo erg, dat de gezwollen zee over haar oevers en dijken uitgroeide in een mate als nooit in de herinnering was gezien; in honderd jaar was de zee niet zover buiten haar boorden getreden. (Jean Brandon van de abdij Ter Duinen).
Gravin Margaretha van Male, op dat moment gravin van Vlaanderen gaf opdracht een algemeen zeewerende dijk aan te leggen. Deze dijk wordt nog altijd de Graaf Jansdijk genoemd naar haar zoon en opvolger, Jan zonder Vrees. Later gaf Jan zonder Vrees, hertog van Bourgondië, het bevel de reeds bestaande dijken te verbinden tot één grote dijk die van het noorden van het graafschap tot het zuiden liep.

## Doorgebroken dijken
In Vlaanderen (Zeeuws-Vlaanderen en West-Vlaanderen):
- Dijk tussen Coxijde en Slepeldamme (ten NW van Aardenburg).
- Zeedijk bij Groede.
- Dijk tussen Nieuwpoort en Lombardsijde.

Op Walcheren:
- De noordelijke Arnedijk, waarschijnlijk waar nu Arnemuiden ligt.
- De oostdijk benoorden Arnemuiden.
- De zuiddijk te Welzinge.
- De nieuwe inlaagdijk te Welzinge.

## Verdronken dorpen
Alle in Zeeuws-Vlaanderen gelegen:
- Hughevliet
- Oud-IJzendijke
- Oostmanskapelle (daarna herrezen om na militaire inundaties in 1583-1585 voorgoed verloren te gaan)